# فیرهرنبورن
فیرهرنبورن (به آلمانی: Vierherrenborn) یک شهر در آلمان است که در تریر-زاربورگ واقع شده‌است. فیرهرنبورن ۱۹۳ نفر جمعیت دارد.